# Овад осоковий
Овад осоковий (Cistothorus stellaris) — вид горобцеподібних птахів родини воловоочкових (Troglodytidae). Поширений в Північній Америці.

## Поширення
Гніздиться від півдня Канади (східний Саскачеван, центральна Манітоба, південний Онтаріо та південний Квебек) на південь до північного Кентуккі, східної Пенсільванії та Нью-Йорку на сході США; зимує від східної частини Сполучених Штатів (Вірджинія) на південь через прибережні штати до Техасу та північно-східної Мексики (на південь до узбережжя Мексиканської затоки у Веракрусі).
Гніздиться серед очерету та високих трав на вологих луках, заплавах, покинутих посівах, високотравних околицях лагун, прибережних болотах і заболочених угіддях. Зазвичай уникає земель з рідкісним, низьким або відкритим рослинним покривом. Взимку трапляється в різноманітних місцях існування, де доступні комахи, наприклад у соснових саванах, сухих або вологих луках, заболочених угіддях і болотах.